# Principessa Mafalda (piroscafo)
Il Principessa Mafalda è stato un transatlantico del Lloyd Italiano varato nel 1908, noto per essere stato il più grande bastimento di questo tipo costruito per una compagnia italiana, naufragato il 25 ottobre 1927 a poche miglia dalla costa del Brasile a seguito della rottura dell'asse di un'elica.
Anche se minimizzato dagli organi di informazione del tempo, controllati dal fascismo, il naufragio del Principessa Mafalda, avvenuto quindici anni dopo il più importante incidente marittimo di sempre, l'affondamento del RMS Titanic britannico, può essere considerato il disastro navale italiano più grave del Novecento, al punto che la nave viene spesso tristemente ricordata come il "Titanic italiano".

## Storia

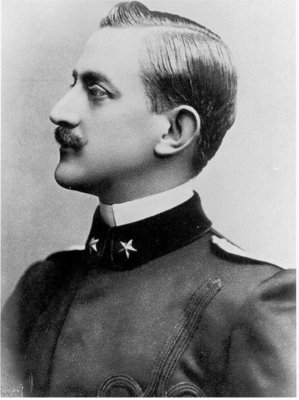
Il duca Emanuele Filiberto d'Aosta, che inaugurò il piroscafo il 30 marzo 1909

In un periodo storico in cui l'emigrazione era un fenomeno in crescente aumento, l'industria navale italiana si trovò a dover soddisfare una considerevole domanda di nuove navi che fossero all'altezza della concorrenza nord-europea, in particolare di quella delle compagnie navali inglesi Cunard Line e White Star Line. Nel 1904 il cantiere navale di Riva Trigoso, realizzato dalla Società Esercizio Bacini di proprietà della famiglia dell'ingegnere e senatore Erasmo Piaggio, prese dunque parte a un ingente progetto di investimento su commissione del Lloyd Italiano, compagnia di navigazione anch'essa di proprietà di Piaggio, che comprendeva la realizzazione di una coppia di transatlantici gemelli destinati alle remunerative rotte verso le Americhe, battezzati con i nomi delle due figlie del re d'Italia Vittorio Emanuele III: il Principessa Mafalda e il suo gemello Principessa Jolanda. Le due navi, caratterizzate dall'allestimento di gran lusso, avrebbero viaggiato per l'America del Nord e per l'America del Sud contribuendo ad aumentare il prestigio della flotta nazionale e divenendo le più grandi navi sino ad allora costruite per una compagnia italiana.
Il 22 settembre 1907 il Principessa Jolanda, che fu ultimato per primo, affondò clamorosamente non appena sceso in mare durante il varo, di fronte al cantiere di Riva Trigoso, con grande sgomento della folla e delle autorità riunitisi per il festoso evento. Chiarite le cause dell'incidente, ossia il baricentro troppo alto dovuto al fatto che la nave era stata varata con gli allestimenti interni già in opera ma senza zavorra, il cantiere si concentrò sul completamento del Principessa Mafalda.
Visto il funesto destino della nave gemella, l'attesa del completamento del Principessa Mafalda si fece particolarmente ricca di tensione; il varo venne portato a termine con successo il 22 ottobre 1908, adottando gli accorgimenti tecnici che non erano stati utilizzati per la nave precedente, e il 30 marzo 1909, durante il viaggio inaugurale, il duca Emanuele Filiberto d'Aosta elogiò le doti tecniche e il grande sfarzo della nave.
Costruito su progetto dello stesso senatore Piaggio, il Principessa Mafalda era caratterizzato dall'allestimento di gran lusso, realizzato da Vittorio Ducrot, e dall'avere, per la prima volta nella storia della navigazione, un salone delle feste e vari altri ambienti estesi in verticale su due ponti. Di quest'ultima caratteristica il Lloyd Italiano andava particolarmente fiero, poiché aveva suscitato l'ammirazione di tutta l'Europa e faceva del Principessa Mafalda l'unità più prestigiosa della flotta italiana.
La nave era inoltre dotata di telegrafo ed il pioniere delle comunicazioni radiofoniche Guglielmo Marconi vi effettuò a bordo alcuni esperimenti.
Dal 1909 in poi la nave fu dapprima impiegata per effettuare la traversata dell'oceano Atlantico da Genova a Buenos Aires, con scali a Rio de Janeiro e Santos, divenendo per svariati anni la nave di punta su tale rotta e trasportando tra i suoi passeggeri personaggi illustri come Arturo Toscanini, Luigi Pirandello, Carlos Gardel e Tat'jana Pavlova.
Dal 1914 fu utilizzata come unica nave in servizio sulla rotta da Genova a New York; l'anno successivo fu requisita dalla Regia Marina, venendo adibita ad alloggio ufficiali a Taranto, durante la prima guerra mondiale. Nel 1918, con l'assorbimento del Lloyd Italiano nella Navigazione Generale Italiana, il Principessa Mafalda passò a tale compagnia e diventò la nave ammiraglia della flotta, riprendendo, al termine della guerra, il servizio sulla rotta Genova-New York, dove rimase sino al 1922, quando fu completato il transatlantico Giulio Cesare che lo sostituì, destinandolo nuovamente a servire la rotta Genova-Buenos Aires.
Nell'ultimo viaggio, compiuto nell'ottobre 1927, nella stiva della nave venne imbarcato un forziere di monete d'oro per un valore complessivo di 250.000 lire dell'epoca. Esso rappresentava un dono del governo italiano a quello argentino come ringraziamento per l'accoglienza dei numerosi emigranti italiani che ogni anno raggiungevano lo Stato sudamericano. La custodia del prezioso carico fu affidata al vicebrigadiere della Polizia di Stato Vincenzo Piccioni, che morì nel naufragio; seppur non ve ne sia la conferma, il prezioso carico dovrebbe ancora essere presente nel relitto, a circa duemila metri di profondità.

## Caratteristiche

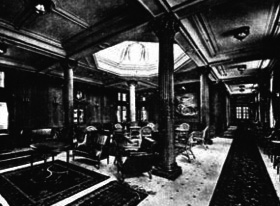
Uno dei saloni della Prima classe

Il transatlantico prese il nome dalla principessa di Casa Savoia, figlia del re Vittorio Emanuele III; misurava 146 metri di lunghezza per circa 17 di larghezza ed aveva una stazza lorda di 9.210 tonnellate. Era tecnicamente un piroscafo, in quanto movimentato da due macchine alternative a vapore che azionavano due eliche, ciascuna con una potenza erogata di 10.500 HP, e poteva raggiungere una velocità massima di circa 17,5 nodi.
Gli interni erano riccamente decorati e arredati dallo Studio Ducrot. Come in tutti i transatlantici degli anni 1900 e 1910, erano presenti tre livelli di servizio; negli ambienti di Prima classe, che potevano ospitare fino a 180 passeggeri, vi erano un salone delle feste, una sala della musica completa di pianoforte a coda, un jardin d'hiver, un fumoir, un ristorante, una sala da gioco, vari salotti e cabine con servizi interni. Il transatlantico fu fra i primi a essere dotato di illuminazione elettrica, telegrafo e telefono in ciascuna cabina di Prima classe.
I ponti di Seconda classe erano collocati a poppa e comprendevano anche aree all'aperto con sedie sdraio e cabine, potendo ospitare fino a 150 persone.
La Terza classe era disposta ai ponti inferiori e presentava spazi di concezione piuttosto innovativa, suddivisi in ampie stanze fornite di servizi igienici che potevano ospitare fino a 950 passeggeri, in larga parte emigranti. Ai ponti inferiori trovavano posto anche i locali tecnici, la stiva, magazzini, la sala macchine e gli alloggi per l'equipaggio, composto da circa 300 persone.

## L'ultimo viaggio
La nave partì per il suo ultimo viaggio dal porto di Genova l'11 ottobre 1927, agli ordini dell'esperto comandante Simone Gulì, 62 anni, napoletano di origini siciliane. A bordo si trovavano 1.259 persone, tra cui una nutrita minoranza di emigranti siriani e soprattutto numerosi emigranti piemontesi, liguri e veneti diretti verso l'America Latina; tra di essi vi era il pasticciere di Verona Ruggero Bauli, fondatore cinque anni prima dell'azienda dolciaria omonima, che sopravvisse alla sciagura. Avrebbe dovuto essere in ogni caso l'ultimo viaggio del transatlantico prima della sua messa fuori servizio e della sua demolizione; dopo diciotto anni di servizio, gli ultimi dei quali caratterizzati da scarso utilizzo, usura notevole e manutenzione molto carente, il piroscafo non era più considerato sicuro dagli addetti ai lavori e anche lo stesso comandante Gulì aveva espresso le sue perplessità in merito, ma la società armatrice sosteneva invece che la nave era ancora in buone condizioni e poteva altresì godere del prestigio di un tempo. Tali dichiarazioni vennero smentite dai fatti, poiché durante il viaggio si verificarono innumerevoli problemi tecnici, prima del tragico epilogo.

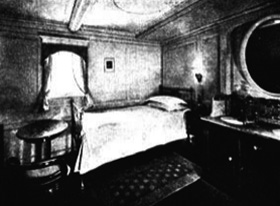
Una cabina della Prima classe

Già ancor prima della partenza si resero necessarie delle riparazioni ai motori. Il comandante Gulì suggerì anche di proporre ai passeggeri di trasferirsi sul Giulio Cesare, utilizzando come scusa le scarse prenotazioni della prima classe, ma tale ipotesi venne presto abbandonata. La società armatrice decise di riparare i guasti e, dopo aver accumulato un ritardo di ben cinque ore, la nave mollò gli ormeggi; tuttavia i problemi si ripresentarono non appena lasciata la costa ligure, al punto che il capitano Gulì dovette ordinare di fermare le macchine per ben otto volte nel solo tratto tra Genova e Barcellona.
La tappa nello scalo spagnolo si prolungò per ventiquattro ore per consentire la riparazione di una pompa di un aspiratore che si era guastata, poi la navigazione riprese alla volta dell'arcipelago che oggi costituisce la nazione di Capo Verde (all'epoca sotto il governo del Portogallo), ma a due ore dallo stretto di Gibilterra subentrò un nuovo guasto, che costrinse il piroscafo a navigare con il solo motore di dritta. Lasciato il Mediterraneo, si guastò anche il motore di sinistra e, per procedere alla ricerca dell'avaria, si restò a macchine ferme per circa sei ore. Riparato il guasto, il Principessa Mafalda ripartì con il solo motore di sinistra, navigando lievemente piegato a sinistra e a velocità ridotta per un giorno intero.
Si rese dunque necessaria una tappa non prevista al porto di Dakar (nell'attuale Senegal, all'epoca colonia francese) per effettuare una riparazione all'asse dell'elica sinistra. Il 18 ottobre, dopo la partenza da Dakar, si dovette effettuare un'altra tappa forzata di quasi ventiquattro ore presso lo scalo di São Vicente (isola ai tempi sotto il governo del Portogallo, oggi nel territorio di Capo Verde), dove si dovette eseguire la riparazione delle celle frigorifere, che si erano guastate durante la navigazione ed avevano fatto deperire le scorte di alimenti e di carne, provocando anche principi di intossicazione ai passeggeri. Furono quindi acquistati e macellati in loco suini e un bue per garantire nuovamente la corretta fornitura dei pasti.
Contestualmente vennero imbarcati anche due passeggeri argentini che la settimana prima avevano avuto una disavventura a bordo del piroscafo Matrero, rimasto alla deriva per alcuni giorni in pieno oceano a seguito dello scoppio delle caldaie.

### Il naufragio
La navigazione nell'oceano Atlantico procedette a velocità ridotta, con forti vibrazioni e costanti problemi al motore di sinistra. Questi problemi indussero Gulì a chiedere alla compagnia di mandare un altro transatlantico in sostituzione del Principessa Mafalda per trasbordare i passeggeri; la richiesta fu però respinta e venne impartito l'ordine di proseguire fino alla successiva tappa, prevista al porto di Rio de Janeiro, in attesa di nuove istruzioni.
La mattina di martedì 25 ottobre 1927, il quindicesimo giorno di viaggio, la nave navigava a una velocità di soli 13 nodi e con un notevole rollio verso sinistra. Il Principessa Mafalda venne superato dal cargo olandese Alhena, il quale, non ricevendo messaggi di alcun tipo, proseguì indisturbato. Alle 17.10 dello stesso giorno, a circa 80 miglia al largo della costa del Brasile, tra Salvador de Bahia e Rio de Janeiro, in tutto il bastimento fu percepita una fortissima scossa; i passeggeri, preoccupati, uscirono sui ponti per cercare di capire cosa stesse accadendo, osservando che la nave procedeva in modo apparentemente regolare, seppur andando visibilmente incontro ad un ulteriore rallentamento. Il primo pensiero dei membri dell'equipaggio fu che la scossa potesse essere causata dalla perdita di un'elica, fatto certamente grave ma non necessariamente causa di pericolo imminente. Il direttore di macchina Silvio Scarabicchi, tuttavia, salì in plancia e riferì al comandante di aver individuato il vero problema, ben più grave: si era completamente sfilato l'albero dell'elica sinistra, la quale, continuando per inerzia il suo moto rotatorio, era stata scagliata in avanti e aveva aperto un fatale squarcio nello scafo a poppa, dal quale l'acqua stava entrando copiosamente, allagando la sala macchine, e avrebbe presto invaso anche la stiva, poiché le porte stagne non funzionavano più correttamente; subito si tentò, inutilmente, di riparare la falla con pannelli di metallo. Dopo le prime rassicurazioni ai passeggeri, Gulì diede ordine di fermare le macchine e fece suonare la sirena d'allarme per radunare l'equipaggio, mentre il primo ufficiale Maresco dava ordine ai marconisti Luigi Reschia e Francesco Boldracchi di lanciare un S.O.S.

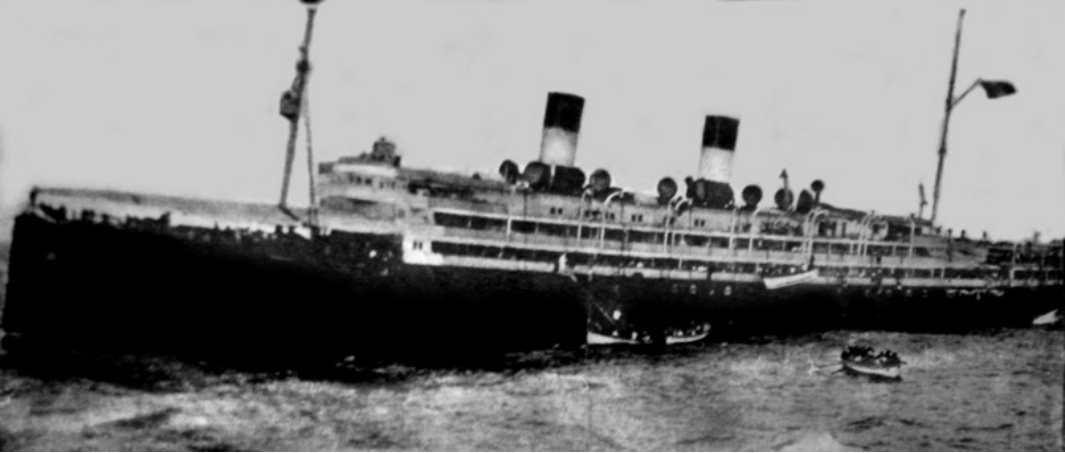
Una rara immagine delle prime operazioni di evacuazione prima dell'affondamento

Il segnale di soccorso fu ricevuto da varie navi nelle vicinanze, tra le quali il già citato Alhena, che aveva superato la nave italiana proprio la mattina stessa, e i transatlantici Empire Star, Mosele e Formose, che si trovavano nei pressi ed accorsero immediatamente. Essi si fermarono a una certa distanza dal Principessa Mafalda, poiché dalla nave italiana si innalzava una vistosa colonna di fumo bianco che faceva temere l'esplosione delle caldaie ed il conseguente rischio di un incendio. Questo pericolo non sussisteva poiché i fuochisti, su ordine del comandante, avevano già aperto le valvole di espulsione del vapore prima che l'acqua dell'oceano raggiungesse le caldaie, tuttavia il generatore di corrente presente a bordo si era danneggiato e, non essendoci una dinamo supplementare, non fu possibile comunicare che la temuta esplosione delle caldaie non poteva avere luogo. Le navi soccorritrici misero comunque in mare tutte le proprie scialuppe di salvataggio e iniziarono a imbarcare molti passeggeri del transatlantico italiano, mentre Gulì, munito di megafono, cercava di coordinare al meglio le operazioni di soccorso dal ponte di comando, ordinando di dare priorità a donne e bambini.
Con il sopraggiungere dell'oscurità, qualsiasi comunicazione visiva diventò più difficoltosa: alle 22.03 si interruppe anche l'erogazione di energia elettrica, facendo piombare nel buio l'intero bastimento e ponendo fine alle comunicazioni del telegrafo di bordo. Resosi conto che la nave era praticamente perduta, il comandante ordinò di calare le lance di salvataggio, ma poiché la nave era fortemente inclinata a sinistra, quelle di dritta colpirono lo scafo danneggiandosi e divenendo inservibili. Nel frattempo a bordo si era creato il panico e molti passeggeri caddero o si gettarono in mare, annegando o finendo sbranati vivi dagli squali. Sul lato di sinistra la situazione era migliore e Maresco fece il possibile per calare diverse lance, ma alcune di esse rivelarono il loro pessimo stato, essendo dotate di funi fortemente deteriorate dal tempo oppure imbarcando acqua dalle commessure, tanto che fu necessario per i passeggeri aggottare con i cappelli, mentre altre scialuppe furono prese d'assalto e si rovesciarono o affondarono per il sovraccarico. Il comandante Gulì ritenne di non poter fare più nulla e ordinò il "si salvi chi può", mentre il caos a bordo aumentava sempre di più, anche a causa dell'oscurità assoluta dovuta al novilunio e, mentre alcuni passeggeri riuscirono a raggiungere a nuoto le altre navi, altri si suicidarono sparandosi; secondo alcune versioni anche il direttore di macchina Scarabicchi si sarebbe tolto la vita con un colpo di pistola.

In totale, considerando sia le lance di salvataggio della nave che quelle provenienti dalle altre imbarcazioni accorse, si riuscì a portare in salvo circa 900 persone. Il Principessa Mafalda, verso le ore 22:20, ormai completamente invaso dall'acqua a poppa, si alzò verticalmente e colò a picco in 1.200 braccia d'acqua (circa 2.200 metri). Molte testimonianze raccolte in seguito concordarono con l'affermare che Gulì restò a bordo con i marconisti fino alla fine, facendo suonare ai musicisti rimasti la Marcia Reale, all'epoca inno nazionale italiano. Il salvataggio dei pochi superstiti che tentavano di rimanere a galla come potevano proseguì fino a tarda notte e all'una anche l'Alhena lasciò il luogo del disastro. Due ore dopo sopraggiunsero anche piroscafi brasiliani come l'Avelona, il Bagé, l'Ayurnoca, il Manaos e il Puròs, che però non trovarono sopravvissuti.

## La notizia della sciagura e le conseguenze
Malgrado il coraggio dimostrato dal comandante Gulì e dall'equipaggio, che arrivarono all'estremo sacrificio, il naufragio del Principessa Mafalda è da ritenersi ancora oggi il più grave disastro nautico italiano. La sua notizia fece presto il giro del mondo suscitando sgomento e sorpresa; la stampa italiana dell'epoca, però, divulgò la notizia con voluto ritardo e diede alla tragedia un taglio marcatamente retorico, ponendo l'accento sui vari episodi di eroismo. I principali giornali ricevettero le consuete veline in cui si chiedeva di dare notizie vaghe, quindi vi furono diverse versioni in cui si parlò di fatalità, di incendio a bordo e di scoppio delle caldaie e si minimizzò grandemente sul numero reale delle vittime.

Il Ministro delle Comunicazioni Costanzo Ciano.

Le motivazioni di questo discutibile atteggiamento furono prevalentemente politiche: all'epoca in Italia era al potere il regime fascista guidato dal dittatore Benito Mussolini e la sciagura avvenne a pochi giorni di distanza dall'anniversario della marcia su Roma, nel quinto anno fascista, quindi non si volle turbare l'opinione pubblica con cattive notizie. Un'altra valida motivazione per minimizzare le conseguenze di questo grave disastro fu quella economica: l'Italia di quegli anni, infatti, investiva fortemente nell'industria navale, quindi si preferì far passare sotto silenzio una notizia che avrebbe certamente spaventato la cospicua percentuale di emigranti, che rappresentavano una sicura fonte di guadagno per le compagnie di navigazione impegnate nelle remunerative rotte verso le Americhe. Nelle false notizie che si diffusero venne quindi comunicato che il maggior numero delle «poche decine di vittime» erano da contare soltanto tra gli ufficiali dell'equipaggio e i passeggeri della Prima classe. A confermare questa versione e ad attaccare la stampa estera che affermò il contrario fu anche l'ambasciatore italiano in Argentina Attolico, che rilasciò un'intervista al Corriere Mercantile in cui pose l'accento sull'«eroico contegno dell'equipaggio nel terribile frangente» e in cui affermò che, comunque, sarebbe stata effettuata un'indagine sulla sciagura per ordine dello stesso Mussolini. La tragica notizia venne definitivamente liquidata dall'allora ministro delle Comunicazioni Costanzo Ciano, che emanò un breve comunicato in cui dichiarò che la nave alla partenza era in perfetta efficienza e che quindi quanto accaduto era da attribuirsi unicamente al fato avverso; infine, il governo italiano conferì meritatamente la medaglia d’oro alla memoria al comandante Gulì, al direttore di macchina Scarabicchi ed ai marconisti Reschia e Boldracchi.
Alla tragedia seguì comunque un'inchiesta parallela promossa dalla Regia Marina, la cui commissione stabilì che l'albero dell'elica sinistra, origine del disastro, si era rotto per il cedimento di un giunto e per la consistenza dell'acciaio degli stessi componenti meccanici, diverso da quello utilizzato in tempi più moderni; a tal proposito il Registro Navale Italiano emanò una direttiva che ordinava che gli alberi delle eliche di tutte le navi italiane fossero dotati, da allora, di specifici dispositivi atti a impedire problemi della stessa natura di quello che aveva causato il tragico naufragio. A seguito dell'inchiesta, inoltre, emerse anche il fatto che le scialuppe versavano in cattivo stato di manutenzione e che sei di esse, collocate a poppa, non poterono essere utilizzate poiché posizionate male. 
Un processo in seguito alla denuncia dei familiari delle vittime diede ragione a questi ultimi e la Navigazione Generale Italiana fu condannata al pagamento di forti indennizzi.
Nel 1956, undici anni dopo il ritorno della democrazia in Italia e nello stesso anno in cui ebbe luogo un altro storico naufragio di un transatlantico italiano, quello dell'Andrea Doria, vi fu una seconda inchiesta giornalistica condotta dal settimanale L'Europeo; essa stabilì con maggior esattezza come si fossero svolti i fatti del Principessa Mafalda, pur senza togliere nulla all'indubbio valore dimostrato dai membri dell'equipaggio, unico elemento riguardante il disastro sul quale erano state divulgate informazioni veritiere fin da subito.